# 후지모토 유스케
후지모토 유스케(일본어: 藤本祐介, ふじもと ゆうすけ, 1975년 7월 22일 ~)는 일본의 킥복싱 선수이다. K-1에서 활약해 2006년, 2007년 지역대회 우승을 거쳐 16강에 진출한 적이 있다.

## 생애
후지모토 유스케는 1975년 7월 22일에 태어났다. 2006년도에는 서울에서 열린 아시아GP에서 우승하였다. 도쿄 개막전에서 어네스트 후스트와 붙었지만 로킥으로 인하여 패배하였다. 2007년도에 들어서서 홍콩에서 열린 아시아GP에서 우승을 하고 서울 개막전에서 신데렐라 사와야시키 준이치에게 3R TKO로 지면서, 2연속으로 월드 GP 결승전 진출에 좌절하게 되었다.

### K-1 타격 전적(2005년 이후)
- 20전 10승 9패 1무(5 KO)

| 경기일자         | 상대                | 결과 | 내용         | 대회                          |
| ---------------- | ------------------- | ---- | ------------ | ----------------------------- |
| 2010년 12월 11일 | 헤스디 겔게스       | 패   | 1R KO        | K-1 월드 GP 2010 final        |
| 2008년 4월 13일  | 에베르통 테이셰이라 | 패   | 5R KO        | K-1 월드 GP 2008 in yokohama  |
| 2007년 9월 29일  | 사와야시키 준이치   | 패   | 3R KO        | K-1 월드 GP 2007 final 16     |
| 2007년 8월 5일   | 왕창                | 승   | 1R KO        | K-1 월드 GP 2007 in hongkong  |
| 2007년 8월 5일   | 김태영              | 패   | 2R KO        | K-1 월드 GP 2007 in hongkong  |
| 2007년 8월 5일   | 신홍장              | 승   | 3R 판정      | K-1 월드 GP 2007 in hongkong  |
| 2007년 4월 29일  | 바다 하리           | 패   | 1R KO        | K-1 월드 GP 2007 in hawaii    |
| 2007년 3월 4일   | 모리 아키오         | 승   | 4R KO        | K-1 월드 GP 2007 in yokohama  |
| 2006년 9월 30일  | 어네스트 후스트     | 패   | 3R KO        | K-1 월드 GP 2006 final 16     |
| 2006년 7월 30일  | 보비 올로건         | 승   | 3R 판정      | K-1 월드 GP 2006 in sapporo   |
| 2006년 6월 3일   | 김민수              | 승   | 2R KO        | K-1 월드 GP 2006 in seoul     |
| 2006년 6월 3일   | 나카사코 츠요시     | 승   | 3R 판정      | K-1 월드 GP 2006 in seoul     |
| 2006년 6월 3일   | 김동욱              | 승   | 3R 판정      | K-1 월드 GP 2006 in seoul     |
| 2006년 4월 30일  | 카터 윌리암스       | 패   | 3R 판정      | K-1 월드 GP 2006 in las vegas |
| 2005년 7월 30일  | 게리 굿리지         | 패   | 3R KO        | K-1 월드 GP 2005 in hawaii    |
| 2005년 7월 30일  | 마커스 로이스터     | 승   | 1R KO        | K-1 월드 GP 2005 in hawaii    |
| 2005년 7월 30일  | 스콧 정크           | 승   | 3R KO        | K-1 월드 GP 2005 in hawaii    |
| 2005년 6월 14일  | 토미히라 타츠후미   | 패   | 1R KO        | K-1 월드 GP 2005 in hiroshima |
| 2005년 6월 14일  | 모리구치 하지메     | 승   | 3R 판정      | K-1 월드 GP 2005 in hiroshima |
| 2005년 4월 30일  | 카터 윌리암스       | NC   | 1R 비골 부상 | K-1 월드 GP 2005 in las vegas |

## 타이틀
- 제1회 몬스터 챌린지 중량급 우승
- K-1 WORLD GP 2006 in SEOUL 우승
- K-1 WORLD GP 2007 IN HONG KONG 우승